# Kakegawa
Kakegawa (japanska: 掛川市   ?, Kakegawa-shi) är en stad i Shizuoka prefektur i Japan. Staden fick stadsrättigheter 1955.

## Kommunikationer
Kakegawa station ligger på Tōkaidō Shinkansen-linjen som ger staden förbindelse med höghastighetståg till Tokyo och Nagoya - Shin-Osaka (Osaka).

## Personer från Kakegawa
- Yoshioka Yayoi (1871–1959) – läkare och kvinnorättsaktivist